# Hans-Joachim Walde
Hans-Joachim Walde (República Federal Alemana, 28 de junio de 1942-13 de abril de 2013) fue un atleta alemán, especializado en la prueba de decatlón en la que llegó a ser campeón olímpico en 1968.

## Carrera deportiva
En los JJ. OO. de México 1968 ganó la medalla de plata en la competición de decatlón, consiguiendo un total de 8111 puntos, tras el estadounidense Bill Toomey (récord olímpico con 8193 puntos) y por delante de su paisano alemán Kurt Bendlin (bronce).